# Remix Album: Happy End of You
『Remix Album: Happy End of You』は1998年5月5日に発売されたピチカート・ファイヴのリミックス・アルバム。

## 解説
- 1997年に発売されたオリジナルアルバム『ハッピー・エンド・オブ・ザ・ワールド』楽曲のリミックス（Dimitri From Parisがリミックスした#12"Contact"のみ『ロマンティーク96』収録曲）をまとめたCD/2LPとして1998年5月にMatador Recordsより発売されたアルバムである。日本未発売。
- 1997年9月から1998年1月にかけてMatador Recordsより発売されたEPの楽曲が収録されているが、#6"My Baby Portable Player Sound" (High Llamas remix)のみMatador Records公式ディスコグラフィに記載が確認できない[1]。

## 収録曲
1. Love's Theme（愛のテーマ） (Automator mix)[4:12]
  - 詞／曲：小西康陽
  - リミックス：Dan the Automator
2. Trailer music（トレイラー・ミュージック）(808 State remix)[5:10]
  - 曲：小西康陽
  - リミックス：808 State
3. The Earth Goes Around（地球は回るよ）(Daddy-O Half mix)[3:43]
  - 詞：山上路夫
  - 曲：小西康陽
  - リミックス：Daddy-O
4. Porno 3003(DJ Dara remix)[5:52]
  - 曲：小西康陽
  - リミックス：DJ Dara
5. Porno 3003(GusGus mix 2.0 edit)[6:35]
  - 曲：小西康陽
  - リミックス：GusGus
6. My Baby Portable Player Sound(High Llamas remix)[6:10]
  - 詞／曲：小西康陽
  - リミックス：The High Llamas
7. Happy Ending（ハッピー・エンディング）(If Then Else mix)[5:19]
  - 詞：小西康陽
  - 曲：小西康陽＋福富幸宏
  - リミックス：Oval
8. It's a Beautiful Day（イッツ・ア・ビューティフル・デイ）(The B-Day Arrangement)[4:39]
  - 詞／曲：小西康陽
  - リミックス：John Oswald
9. Love's Theme（愛のテーマ）(Saint Etienne mix)[4:50]
  - 詞／曲：小西康陽
  - リミックス：Saint Etienne
10. Trailer music（トレイラー・ミュージック）(Ram Tam Tush mix)[3:12]
  - 曲：小西康陽
  - リミックス：Momus
11. Collision and Improvisation（衝突と即興）(The Shooter remix)[6:39]
  - 曲：小西康陽
  - リミックス：The Shooter
12. Contact（コンタクト）(Dimitri's Voco Dubstramental)[7:20]
  - 詞／曲：セルジュ・ゲンスブール　日本語詞：小西康陽
  - リミックス：Dimitri from Paris
13. The World Is Spinning at 45 RPM（世界は1分間に45回転で廻っている）(Sunroof mix edit)[11:11]
  - 詞／曲：小西康陽
  - リミックス：Daniel Miller & Gareth Jones